# إيرويغ والساحرة
إيرويغ والساحرة (بالإنجليزية: Earwig and the Witch)، هو فيلم خيالي ياباني للرسوم المتحركة لعام 2020 من إخراج غورو ميازاكي، يستند إلى رواية تحمل نفس الاسم بقلم ديانا وين جونز.

## القصة
في إنجلترا في تسعينيات القرن الماضي، تركت ساحرة طفلتها، إيرويغ في منزل سانت موروالد للأطفال، تعتقد رئيسة البيت أن الاسم غير مناسب للطفلة وتغيره إلى إيريكا ويغ، بعد سنوات أصبحت إيرويغ طفلة هائمة تبلغ من العمر 10 سنوات وهي مرتاحة جدًا في دار للأيتام حيث يفعل الجميع ما تريده، تحب العيش هناك مع صديقتها كوستارد ولا تريد أن يتم تبنيها، لكن تصادفها احداث تعاكس رغبتها.

## التمثيل
| الشخصية                  |                 |                    |
| اليابانية                | الإنجليزية      |                    |
| إيرويغ (Āya)             | كوكورو هيراساوا | تايلور بيج هندرسون |
| بيلا ياجا                | شينوبو تيراجيما | فانيسا مارشال      |
| ماندريك                  | إتسوشي تويوكاوا | ريتشارد جرانت      |
| توماس                    | غاكو هامادا     | دان ستيفنز         |
| والدة إيرويغ (والدة آيا) | شيرينا مناف     | كاسي موسغرافس      |
| السيد جنكينز             | يوجي أويدا      | جيه. بلان          |
| ماترون                   |                 | باندورا كولين      |
| كاسترد                   |                 | لوغان حنان         |
| فيليس                    |                 | الصيف جنكينز       |
| سالي                     |                 | فيفيان رذرفورد     |
| مساعد ماترون             |                 | أليكس كارتانا      |
| يطبخ                     |                 | توم برومهيد        |
| مساعد طباخ               |                 | إيفا كامينسكي      |

## الإنتاج
تم الإعلان عن الفيلم، الذي أخرجه غورو ميازاكي، كأول فيلم رسوم متحركة كامل ثلاثي الأبعاد بواسطة استوديو غيبلي، وكان من المقرر عرضه على هيئة الإذاعة اليابيامية في أواخر عام 2020. في 19 يونيو 2020 ، كشف ميازاكي عن صور من الفيلم.

## العرض الأول

### العالم
كان من المقرر عرض الفيلم لأول مرة في مهرجان كان السينمائي 2020 قبل إلغاء الحدث بسبب جائحة فيروس كورونا-19. وبدلاً من ذلك، تم عرضه لأول مرة في مهرجان لومير السينمائي في ليون متروبوليس، في 18 أكتوبر 2020.

### اليابان
في نوفمبر 2020، تم الإعلان عن معلومات الممثلين وطاقم العمل، إلى جانب تفاصيل القصة وتاريخ البث، تم بثه على تلفاز إن إتش كي العام في 30 ديسمبر 2020.

## أنظر ايضاً
- إستوديو غيبلي

## روابط خارجية
- إيرويغ والساحرة على موقع IMDb (الإنجليزية)
- إيرويغ والساحرة على موقع ميتاكريتيك (الإنجليزية)
- إيرويغ والساحرة على موقع روتن توميتوز (الإنجليزية)
- إيرويغ والساحرة على موقع ألو سيني (الفرنسية)
- إيرويغ والساحرة على موقع أول موفي (الإنجليزية)
- إيرويغ والساحرة على موقع فيلمافينيتي (الإسبانية)
- إيرويغ والساحرة على موقع قاعدة بيانات الأفلام السويدية (السويدية)
- إيرويغ والساحرة على موقع قاعدة بيانات الفيلم (الإنجليزية)
- إيرويغ والساحرة على موقع ليتربوكسد (الإنجليزية)
- إيرويغ والساحرة على موقع كينوبويسك (الروسية)